# وید هایتس (نوادا)
وید هایتس (به انگلیسی: Weed Heights) یک منطقهٔ مسکونی در ایالات متحده آمریکا است که در شهرستان لایون، نوادا واقع شده‌است.